# Heisteria densifrons
Heisteria densifrons är en tvåhjärtbladig växtart som beskrevs av Adolf Engler. Heisteria densifrons ingår i släktet Heisteria och familjen Erythropalaceae. Inga underarter finns listade i Catalogue of Life.